# Varano Borghi
Varano Borghi – miejscowość i gmina we Włoszech, w regionie Lombardia, w prowincji Varese.
Według danych na rok 2004 gminę zamieszkiwały 2194 osoby, 731,3 os./km².